# Wayne Collett
Wayne Collett, född den 20 oktober 1949 i Los Angeles, Kalifornien, död 17 mars 2010 i Los Angeles, var en amerikansk friidrottare inom kortdistanslöpning.
Han tog OS-silver på 400 meter vid friidrottstävlingarna 1972 i München.